# Pradarias e savanas inundadas

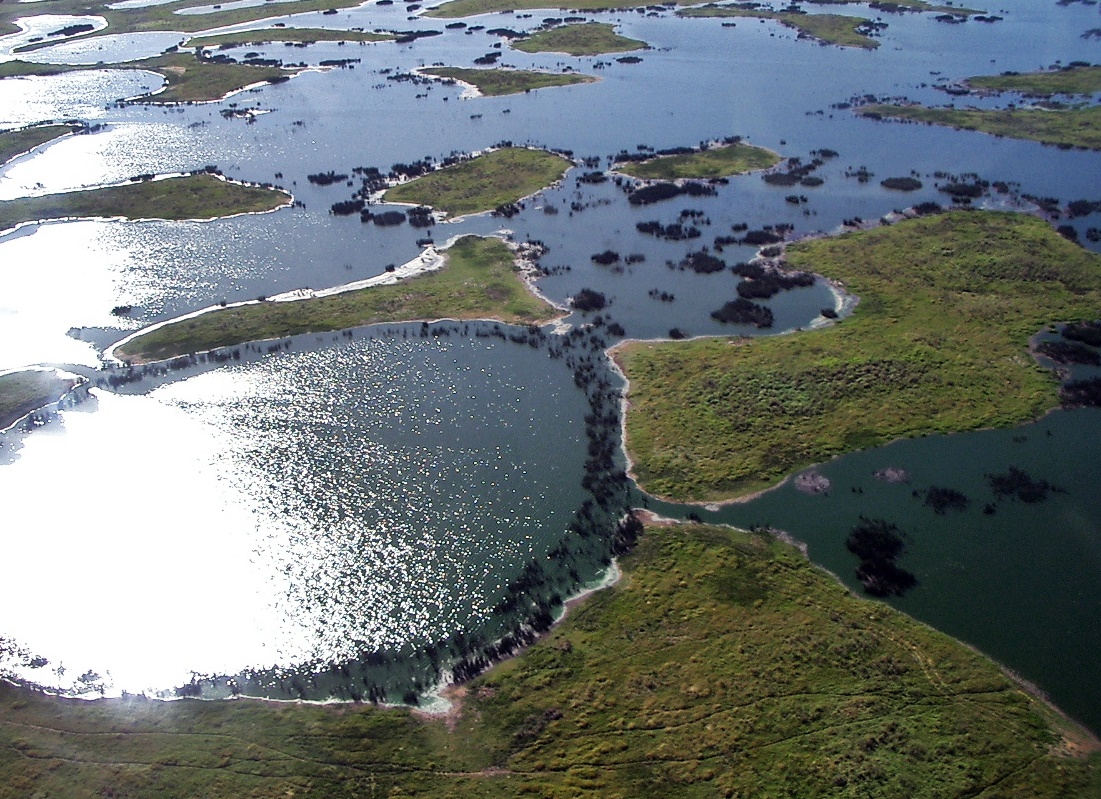
O Pantanal, na região central da América do Sul

Extensão de pastagens e savanas inundadas

Pradarias e savanas inundadas são um bioma terrestre do sistema biogeográfico do WWF, que consiste em grandes extensões ou complexos de pradarias inundadas. Essas áreas abrigam inúmeras plantas e animais adaptados aos regimes hidrológicos e às condições do solo próprias.  Grandes grupos de aves aquáticas migratórias e residentes podem ser encontradas nessas regiões. 
Este tipo de habitat é encontrado em quatro dos continentes da Terra. Algumas savanas e pastagens inundadas globalmente proeminentes ocorrem nos Everglades,  Pantanal,  savana inundada do Lago Chade, pradarias inundadas da Zambézia e Sudd. As savanas e pastagens inundadas são geralmente os maiores complexos em cada região. 